# Nino Majellaro
Nino Majellaro (Milano, 1919 – 14 luglio 2006) è stato uno scrittore e poeta italiano.
Milanese di nascita ha vissuto e lavorato a Gerenzano.

## Biografia
È stato autore di varie raccolte di poesie e di antologie, ha collaborato con giornali e riviste. 
Ha curato il volume Giappone. Istoria della Compagnia di Gesù (Spirali, 1985) di Daniello Bartoli.
Il suo libro L'isola delle comete ha vinto il Premio Selezione Campiello 1990. I romanzi Il bargello della Vetra e Diavoli e capitani sono gialli storici che si svolgono nella Milano del '600 e hanno per detective il bargello Giulio Parone, che svolge le sue inchieste fra personaggi che ricordano le scene corali di Alessandro Manzoni 

## Opere principali
- Lineare B, Milano, Nuova corrente, 1971
- La figura lo spazio, Milano, Geiger, 1978
- Una metafora cieca, Milano, Società di poesia, 1979
- Il secondo giorno di primavera: Milano 1584, Milano, Spirali, 1984
- L' isola delle comete, Milano, Camunia, 1990
- Cristoforo Colombo, Rimini, Luise, 1991
- Il bargello della Vetra, Milano, Camunia, 1992
- Diavoli e capitani, Firenze, Giunti, 1997
- L'ammazzascrittori, Firenze, Passigli, 2003